# 平吉毅州
平吉 毅州（ひらよし たけくに、1936年（昭和11年）7月10日 - 1998年（平成10年）5月28日）は、日本の作曲家。
独唱曲や合唱曲など児童へ向けた作品も数多く残し、そのいくつかは教科書へ採用されるなど音楽教育へ大きく貢献した。

## 人物
兵庫県神戸市出身。兵庫県立兵庫高等学校を卒業。1961年（昭和36年）、東京藝術大学音楽学部作曲科を卒業し、1967年（昭和42年）には芸大大学院を修了する。
在学中は長谷川良夫、伊熊良穂に師事。大学卒業後「管弦楽のためのコンポジション」を発表、第31回日本音楽コンクールにて第1位入賞。1969年（昭和44年）には「交響変奏曲」で尾高賞を受賞。1999年には第9回日本吹奏楽アカデミー賞（作・編曲部門）を受賞している。
芸大非常勤講師、桐朋学園大学教授、沖縄県立芸術大学教授を歴任し後進の指導に尽力。合唱の分野で人気が高く、合唱曲を数多く作曲したほか、晩年はこどものためのピアノ曲に力を入れていた。妻との間に1男1女がいる。
1998年、胃がんのため死去した。

## 主な作品

### 管弦楽曲
- 管弦楽のためのコンポジション
- 管弦楽のためのバラード
- 交響変奏曲
- ヴァイオリンとオーケストラのための『レクイエム』
- ギター協奏曲
- 海のある風景

### ピアノ曲
- 『南の風』（子供のためのピアノ曲集）
  - 夕顔の花が咲いたよ
  - さようなら
  - ルルの子守唄
  - 月夜のコロボックル
  - 北国のおはなし
  - 菜の花がゆれる
  - カンガルー一家のピクニック
  - 波のたわむれ
  - ロバート・シューマンの夢を見た
  - どんぐりが踊ってる
  - 悲しい夢
  - 蛙の親子がポカポカ散歩
  - チロのお葬式
  - 四月のセレナーデ
  - スタレガ・ラプソディ
  - サヴァンナをゆく
  - メトロノームのティータイム
  - 仔猫の午睡
  - 骸骨達の陽気な行進
  - 見捨てられた小舟
  - 秋の舟歌
  - 赤い月とこびとの踊り
  - 南の風
  - ジャングルの闇の中に
  - つくしんぼうがうたった歌
- 『虹のリズム』（子供のためのピアノ曲集）
  - タンポポがとんだ
  - 想い出
  - バレリーナの悲しみ
  - 錆びたブランコ
  - 波のお話
  - ささぶねの航海
  - はるかなるアフリカ
  - 踏まれた猫の逆襲
  - ふたりだけのお話
  - 奇妙な追っかけっこ
  - 蛙の散歩
  - ひとりぼっちのワルツ
  - 子守唄
  - 海の伝説
  - あやつり人形のひとり芝居
  - ススキの葬列
  - みつけられたいたずら
  - 潮風のサンバ
  - 夏の夜のハバネラ
  - 五月の風
  - 夕映の湖
  - 秋の光に落葉が舞って
  - はつかねずみの運動会
  - 真夜中の火祭
  - チューリップのラインダンス

### 吹奏楽曲
- 『シンフォニックバンドのためのコンポジション』
- 『シンフォニックバンドのためのラプソディー』
- 『高校祝典序曲』（1978年、兵庫県立兵庫高等学校創立70周年記念委嘱曲）

### 合唱曲
- 混声合唱のためのスケッチ『夢』
- 混声合唱のための組曲『小さな昇天』
- 児童合唱曲『気球にのってどこまでも』
- 合唱組曲『空に小鳥がいなくなった日』
- 混声合唱組曲『ひとつの朝』（組曲中の『ひとつの朝』はNHK全国学校音楽コンクール高等学校の部課題曲。女声版、男声版、混声三部版もある）
- 混声合唱組曲『わが里程標』（女声版もある）
- 同声（女声）合唱組曲『ぼくだけの歌』
- 男声合唱のための組曲『さすらいの船路』
- 少年少女合唱のための組曲『大好き地球』
- 混声合唱組曲『ぼくら・風の三郎』
- 無伴奏女声合唱曲集『歌・どこかで』
- 合唱曲『海の不思議』（1989年、NHK全国学校音楽コンクール中学校の部課題曲で、女声三部版と混声三部版がある）
- 混声合唱曲『若い翼は』
- 混声合唱曲『潮風のサンバ』
- 混声合唱組曲『レモン哀歌』
- 混声合唱曲『白い船』
- 混声合唱のための『透明な想い出に』

### 童謡
- 『大きな夢のマーチ』
- 『すみれ色の風船』
- 『青空へ登ろう』

### ジャパニーズ・タンゴ
- 『ラ・シルエタ』（中田修と東京ラティーノス）

### 映画音楽
- 『アンデルセン童話 にんぎょ姫』

### その他
- 北海道北広島高等学校応援歌
- 長野市立三本柳小学校校歌
- 八王子市立南大沢小学校校歌（作詞：伊藤たまき）
- 札幌市立開成小学校校歌
- 北海道札幌稲北高等学校校歌
- 横浜市立あざみ野第一小学校校歌
- 日野市立仲田小学校校歌（作詞：東龍男）
- 入間市立上藤沢中学校校歌
- 水戸市立石川中学校校歌
- 桑名市立光陵中学校校歌（作詞：志水雅明）
- 兵庫県立鈴蘭台西高等学校校歌
- 練馬区立三原台中学校校歌（作詞：神戸孝敬）
- 東京都立永山高等学校校歌（作詞：滋賀義雄）